# Чешљева Бара
Чешљева Бара је насеље у Србији у општини Велико Градиште у Браничевском округу. Према попису из 2022. било је 383 становника.

## Демографија
У насељу Чешљева Бара живи 421 пунолетни становник, а просечна старост становништва износи 48,2 година (45,1 код мушкараца и 50,9 код жена). У насељу има 168 домаћинстава, а просечан број чланова по домаћинству је 2,91.
Ово насеље је углавном насељено Србима (према попису из 2002. године).
|  |

| Демографија | Демографија | Демографија |
| Година      | Становника  | Становника  |
| ----------- | ----------- | ----------- |
| 1948.       | 1.057       |             |
| 1953.       | 1.059       |             |
| 1961.       | 1.062       |             |
| 1971.       | 1.039       |             |
| 1981.       | 1.064       |             |
| 1991.       | 976         | 635         |
| 2002.       | 489         | 987         |
| 2011.       | 278         |             |

| Етнички састав према попису из 2002.‍ | Етнички састав према попису из 2002.‍ | Етнички састав према попису из 2002.‍ | Етнички састав према попису из 2002.‍ | Етнички састав према попису из 2002.‍ |
| ------------------------------------ | ------------------------------------ | ------------------------------------ | ------------------------------------ | ------------------------------------ |
|                                      |                                      |                                      |                                      |                                      |
| Срби                                 | Срби                                 |                                      | 360                                  | 73,61%                               |
| Власи                                | Власи                                |                                      | 84                                   | 17,17%                               |
| Румуни                               | Румуни                               |                                      | 7                                    | 1,43%                                |
| непознато                            | непознато                            |                                      | 38                                   | 7,77%                                |

| Година пописа     | 1948. | 1953. | 1961. | 1971. | 1981. | 1991. | 2002. |
| ----------------- | ----- | ----- | ----- | ----- | ----- | ----- | ----- |
| Број домаћинстава | 239   | 239   | 240   | 221   | 216   | 204   | 168   |

| Број чланова      | 1  | 2  | 3  | 4  | 5  | 6  | 7 | 8 | 9 | 10 и више | Просек |
| ----------------- | -- | -- | -- | -- | -- | -- | - | - | - | --------- | ------ |
| Број домаћинстава | 45 | 46 | 28 | 10 | 18 | 14 | 3 | 3 | 1 | 0         | 2,91   |

| Пол    | Укупно | Неожењен/Неудата | Ожењен/Удата | Удовац/Удовица | Разведен/Разведена | Непознато |
| ------ | ------ | ---------------- | ------------ | -------------- | ------------------ | --------- |
| Мушки  | 196    | 33               | 131          | 22             | 9                  | 1         |
| Женски | 234    | 16               | 130          | 72             | 14                 | 2         |
| УКУПНО | 430    | 49               | 261          | 94             | 23                 | 3         |

| Пол    | Укупно                    | Пољопривреда, лов и шумарство | Рибарство                            | Вађење руде и камена | Прерађивачка индустрија       |
| ------ | ------------------------- | ----------------------------- | ------------------------------------ | -------------------- | ----------------------------- |
| Мушки  | 95                        | 66                            | 0                                    | 0                    | 2                             |
| Женски | 45                        | 37                            | 0                                    | 0                    | 0                             |
| УКУПНО | 140                       | 103                           | 0                                    | 0                    | 2                             |
| Пол    | Производња и снабдевање   | Грађевинарство                | Трговина                             | Хотели и ресторани   | Саобраћај, складиштење и везе |
| Мушки  | 0                         | 0                             | 11                                   | 5                    | 6                             |
| Женски | 0                         | 0                             | 5                                    | 0                    | 0                             |
| УКУПНО | 0                         | 0                             | 16                                   | 5                    | 6                             |
| Пол    | Финансијско посредовање   | Некретнине                    | Државна управа и одбрана             | Образовање           | Здравствени и социјални рад   |
| Мушки  | 0                         | 0                             | 2                                    | 0                    | 1                             |
| Женски | 0                         | 0                             | 0                                    | 2                    | 1                             |
| УКУПНО | 0                         | 0                             | 2                                    | 2                    | 2                             |
| Пол    | Остале услужне активности | Приватна домаћинства          | Екстериторијалне организације и тела | Непознато            | Непознато                     |
| Мушки  | 0                         | 0                             | 0                                    | 2                    | 2                             |
| Женски | 0                         | 0                             | 0                                    | 0                    | 0                             |
| УКУПНО | 0                         | 0                             | 0                                    | 2                    | 2                             |